# Charles Yorke
Charles Yorke (30. prosince 1722 Londýn – 20. ledna 1770 Londýn) byl britský právník a politik ze šlechtického rodu Yorke. Od mládí zastával vysoké funkce v justiční sféře, jako politik patřil k whigům. V roce 1770 byl jmenován lordem kancléřem a tři dny poté z politických důvodů spáchal sebevraždu. Jeho synové dosáhli vysokého postavení v politice a námořnictvu, z potomstva nejmladšího syna admirála Josepha Sydneye Yorke pochází současná linie hrabat z Hardwicke.

## Kariéra
Narodil se jako druhorozený syn významného právníka 1. hraběte z Hardwicke. Vystudoval v Cambridge a od mládí působil v justici, v letech 1747–1770 byl členem Dolní sněmovny (ve svém posledním mandátu v letech 1768–1770 zastupoval prestižní volební obvod cambridgeské univerzity). Od roku 1747 pracoval u kancléřského soudu, od roku 1751 byl právním poradcem Východoindické společnosti, dále byl soudcem v Doveru a Gloucesteru, v roce 1754 jmenován královským justičním radou a následně se stal právním zástupcem prince waleského (1754-1756). Nejvyšší státní zástupce (solicitor general) byl v letech 1756–1762 a právní zástupce koruny (attorney general) byl v letech 1762–1763 a pak 1765–1766. V šedesátých letech sehrál významnou úlohu v cause publicisty Johna Wilkese, jako právník se zasloužil o vypracování ústavy pro kanadskou provincii Québec, která byla uvedena v platnost až po jeho smrti (1774).
Byl uznávaným právníkem, ale po roce 1766 jako stoupenec whigů stál v opozici. V lednu 1770 byl vyzván, aby ve funkci lorda kancléře vstoupil do toryovského kabinetu 3. vévody z Graftonu, což původně odmítl s ohledem na své závazky vůči whigům (výslovný slib jejich předákovi 2. markýzi z Rockinghamu zakazoval všem whigům přijmout úřad v konzervativní vládě). Yorke se však poté nechal vmanévrovat do složité a nepříjemné pozice a král Jiří III. jej varoval, že mu již nikdy neprokáže přízeň, když úřad odmítne. Yorke se nakonec nechal přesvědčit, že post lorda kancléře může přijmout jako apolitickou justiční funkci a 17. ledna 1770 byl do úřadu jmenován spolu s členstvím v Tajné radě. Jeho whigističtí kolegové mu pak vzápětí dali otevřeně najevo, že je zradil, načež Yorke, aniž by se fakticky úřadu ujal, 20. ledna 1770 spáchal sebevraždu.

## Rodina

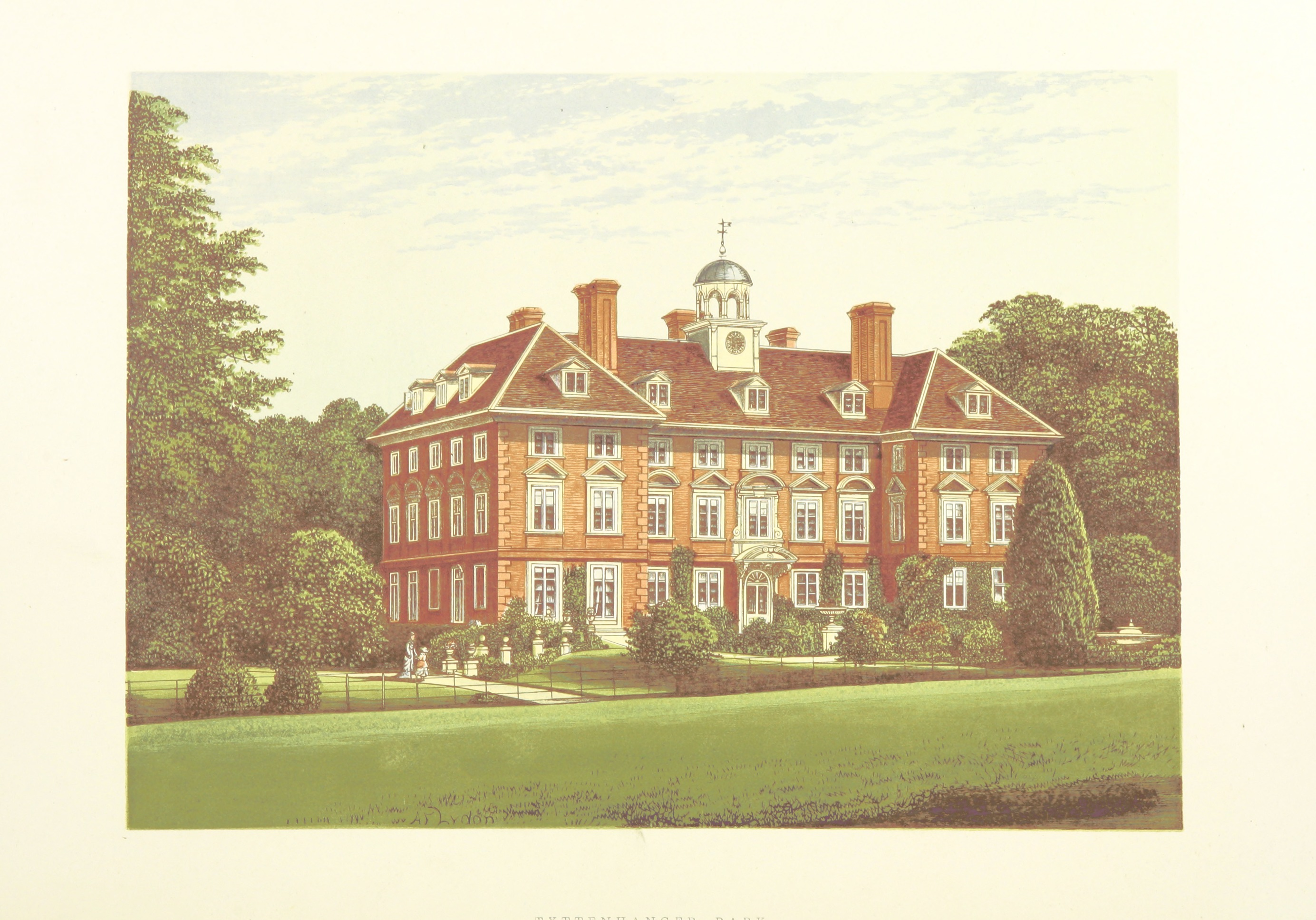
Zámek Tyttenhanger Park (Hertfordshire)

Ze dvou manželství měl tři syny a dceru Caroline (1765–1818), provdanou za 1. hraběte ze St. Germans. Nejstarší syn Philip (1757–1834) zdědil po strýci titul hraběte z Hardwicke a později byl místokrálem v Irsku, druhorozený Charles Philip (1764–1834) byl ministrem vnitra a námořnictva, nejmladší Joseph Sydney (1768–1831) sloužil u námořnictva a dosáhl hodnosti admirála.
Prvním sňatkem s Catherine Freeman získal sídlo Tyttenhanger Park (Hertfordshire), které jeho potomkům patřilo do roku 1973.